# NGC 6097
NGC 6097 é uma galáxia espiral (S0-a) localizada na direcção da constelação de Corona Borealis. Possui uma declinação de +35° 06' 33" e uma ascensão recta de 16 horas, 14 minutos e 26,2 segundos.
A galáxia NGC 6097 foi descoberta em 7 de Junho de 1880 por Édouard Jean-Marie Stephan.